# サエラスキーリゾート尾瀬
サエラスキーリゾート尾瀬（サエラスキーリゾートおぜ）は、群馬県利根郡片品村東小川にかつて存在したスキー場である。2013-2014シーズンから営業を休止し、廃業となった。跡地は太陽光発電所となっている。

## 概要
- バブル崩壊直後の景気低迷期に新設されたスキー場であったが、センターハウスやリゾートホテルは豪華であった。ゲレンデ規模は中規模で、開発当初は更に拡大される予定であったがスキー人口の減少により計画は中止されている。ゲレンデ中腹には拡張計画を示す看板が立っていた。
- センターハウス前のサウスウィングと、北側のノースウィング(サウスウィング中腹で接続)との2エリアに大きく分かれていた。ノースウィング側ベースにもレストハウスや駐車場があった。
- 近隣の武尊山ろくのスキー場より南に位置し、雪量が少ない。そのため人工降雪に頼るところが大きかった。
- スノーボードパークが充実しており、スノーボーダー率が高かった。末期には平日1日リフト券を廉価に設定し集客を図っていた。
- 過去、スキー場営業期間中に、貸切の形でGacktのファンクラブイベントが行われ、一般入場ができない日があった。

## 営業縮小・休業

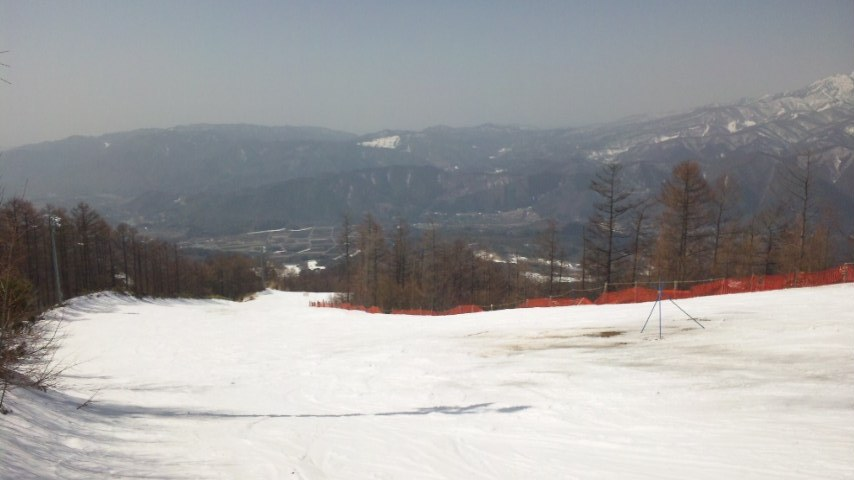
営業縮小した山頂付近の眺め

- ノースウィングには第2クワッドリフト・第3ペアリフトの2本のリフトと4本のコースがあるが、2008-2009シーズンより縮小営業されるようになっていった。縮小営業されるようになった当初は上部第3ペアリフトのみ運行されていたが、2010-2011シーズンはノースウィングそのものが営業されなかった。
- 2012-2013シーズンはさらに営業範囲が縮小し、サウスウィングの第1クワッドリフト1本のみ・ミルキーウェイコース1本のみの営業となった。
- 2013-2014シーズンは全面休業が告知され、その後営業再開することはなかった。

## ゲレンデ
サウスウィングのコース
パノラマ (650m 斜度最大18度、平均13度)以前はギャラクシーコースの前半部分扱いだったが、ノースウィングが縮小営業されるようになった頃から、別コースとして扱われるようになった。
ミルキーウェイ (1,000m 斜度最大15度、平均10度)
ギャラクシー (650m 斜度最大23度、平均15度)※パノラマコースが別扱いになる前は(1,300m 斜度最大23度、平均15度) だった。
シューティング(600m 斜度最大18度、平均14度)以前は「シューティングスター」と呼ばれていた。
ノースウィングのコース
ポールスター (830m 斜度最大15度、平均10度)
コメット (620m 斜度最大26度、平均13度)
スターライト (980m 斜度最大20度、平均11度)
トゥインクル (650m 斜度最大10度、平均7度)

## パーク
スノーボードのパーク初心者向けのアイテムが充実していた。
主な設置アイテム
- ローワイドBOX
- ナローBOX
- センターインレール（3ｍ）
- テーブルトップ（3ｍX３連）
- ワンメイクキッカー（6ｍ）ミルキーウェイ下部クワッドリフト横

また、バグジャンプが下部に設置されていたことがある。

## 施設
リフト
サウスウィング
第1クワッド 968m 標高差 110m
第4クワッド 1,218m 標高差 350m
ノースウィング
第2クワッド 978m 標高差 190m
第3ペア 778m 標高差 240m

## アクセス
車
関越自動車道沼田ICより30km（約50分）
駐車場 1,500台

## 沿革
- 1994年(平成6年) - 12月、ゴルフ場経営の昭和総合開発株式会社(新潟県湯沢町でルーデンス湯沢スキー場を経営していた)と地元片品村、片品村農協などの出資で設立された第三セクター、尾瀬高原リゾート株式会社によりサエラスキーリゾート尾瀬が開業。初年度の入り込み数は15万人。スキー場設備はリフト・ゲレンデ整備車・人工降雪設備・管理システムやスキーセンターに至るまでを三菱重工が一括施工していた。4基のリフト中、3基がスイス・ガラベンタ社との技術提携による三菱重工の高速クワッドリフトだった[2]。この規模のスキー場としてはかなり贅沢なリフト設備である。なお三菱重工はその後スキーリフト事業から撤退しており、サエラ開業と同時期に三菱・ガラベンタのクワッドリフトを導入した近隣のオグナほたかスキー場は2013年に同リフトが修理不能な状況に陥り運行停止・その後撤去している。
- 1996年(平成8年) - 尾瀬高原リゾートにより、スキー場に隣接したゴルフ場、サエラカントリークラブ尾瀬が開業。
- 1999年(平成11年) - 10月、親会社の昭和総合開発株式会社が和議を申請。尾瀬高原リゾートも入場者数低迷や債務のため経営難。このシーズンの営業を自ら行える状態になく、運営をスポーティング・マネジメント社（現ホテル＆リゾートマネジメント社。奥利根スノーパーク（旧称水上奥利根スキー場）などを経営する鈴木商会グループ）に委託。1999-2000シーズンからスノーボード全面滑走可能とした[3]。
- 2000年(平成12年) - スポーティング・マネジメント社が撤退。片品村振興公社に業務委託。
- 2002年(平成14年) - 11月、尾瀬高原リゾートが民事再生を申請。
- 2003年(平成15年) - 9月、尾瀬高原リゾートが破産宣告を受ける。このシーズンから、サエラの運営請負のため設立された新会社、さくらリゾート株式会社に運営を委託する。
- 2004年(平成16年) - さくらリゾートがサエラの譲渡を受ける。1999年から2004年にかけて公社と民間3社がサエラを受託運営していたが、この間無許可でのリフト運営となっていたことが関東管区行政評価局に指摘された[4]。
- 2005年(平成17年) - 2004-2005シーズンは低価格戦略が奏功し入り込み数は5期ぶりに10万人を突破した[5]。
- 2008年(平成20年) - 2008-2009シーズンからノースウィングは上部第3ペアリフトのみの運行となった。
- 2010年(平成22年) - 2010-2011シーズンはノースウィング全体が営業されなかった。
- 2011年(平成23年) - 2011-2012シーズンから再びノースウィングは第3ペアリフトのみの運行となった。
- 2012年(平成24年) - 2012-2013シーズンはサウスウィングのミルキーウェイのみ(第1クワッドリフトのみ）の営業となった。結果的にはこのシーズンが最後の営業となった。
- 2013年(平成25年) - 2013-2014シーズンは営業休止となった。[6]
- 2014年(平成26年)5月3日 - 営業休止中だが、ゲレンデで林野火災騒ぎがあった[7]。
- 2014年(平成26年)7月 - 現在、サエラカントリークラブ尾瀬はさくらリゾートとは別の会社により別名（サエラ尾瀬ゴルフ＆リゾートホテル）で営業されているが、現在の運営会社は、所有会社からの賃借で営業しているとしており、スキー場営業はしない方針の模様。サエラの旧ホームページ http://www.caetla.cc はアクセスできない状態となっている。
- 2015年(平成27年) - Google Earth等で見るとリフト施設がすでに撤去されているのがわかる。スキー場は廃業したものと思われる。
- 2017年(平成29年) - ゴルフ場も2016年いっぱいで閉鎖され、スキー場ならびにゴルフ場跡地は太陽光発電施設に転用される模様である[8]。
- 2018年(平成30年) - Google Earth等で見ると、既に駐車場部分には太陽光発電設備が設置されているのがわかる。